# Statuenmenhire de la Gruasse
Die Statuenmenhire de la Gruasse 1–3  befinden sich in La Salvetat-sur-Agout, im Département Hérault nahe der Grenze zum Département Tarn in Frankreich.
Unter den drei Statuenmenhiren ragt der Stein Nr. 3 (Lage) wegen seiner ungewöhnlichen Gravierung heraus. Der etwa rechteckige Stein, mit oben gerundeten Ecken, ist auf der gesamten Frontseite mit konzentrischen Rillen überzogen, die der rechteckigen Steinform folgen.
Der außergewöhnliche Statuenmenhir mit dem Wellenmuster steht auf dem Bauernhof Gruasse.